# وفيات 2001
قائمة بأشخاص بارزين رحلوا في سنة 2001.
|  |

## وفيات يناير
7
- شارل حلو،87، رئيس لبنان الأسبق.

18
- لوران كابيلا،61، رئيس كونغولي.

23
- عمر المنتصر، 61، وزير خارجية ليبي.

25
- أشرف فهمي، 64، مخرج مصري.
- عاصم الجندي، 63، كاتب وصحفي سوري

## وفيات فبراير
26
- أرتورو أوسلار بييتري، 94، محامي وسياسي فنزويلي.

## وفيات مارس
22
- صبيحة كوكجن، 88، طيارة تركية.
- ويليام هانا، 90، منتج أمريكي.

## وفيات أبريل
4
- إبراهيم شمس الدين، 42، وزير دفاع سوداني.

8
- عصام رجي، 56، مغني لبناني.

24
- محمد سلقيني، 89، عالم دين سوري

## وفيات مايو
9
- المعطي بنقاسم، 72، مغني مغربي.

12
- ديدي، 72، لاعب كرة قدم برازيلي.
- ألكسي توبوليف، 75، مصمم طائرات سوفيتي.

## وفيات يونيو
1
- ضحايا مجزرة القصر الملكي في نيبال.
  - بيراندرا، 55، ملك نيبال.
  - الاميرة ايشواريا، 54، ملكة نيبال وزوجة بيراندرا.
  - نيراجان، 22، امير نيبال الاصغر.
  - الأميرة شروتي راجيا، 24، اميرة نيبال.
  - ذيراندرا، 51، امير نيبال.

3
- بهجت عثمان، 70، رسام كاركاتير مصري.
- أنتوني كوين، 86، ممثل أمريكي.

4
- ديبندرا، 29، امير وولي العهد نيبالي.

6
- خليفة الفاخري، 58، كاتب ليبي.

21
- سعاد حسني، 58، ممثلة مصرية.
- عادل المهيلمي، 75، ممثل مصري.

27
- جاك ليمون، 76، ممثل أمريكي.

## وفيات يوليو
23
- رحمي، 62، مخرج مصري.

24
- هيروشي تسوبورايا، 37، ممثل ياباني.

## وفيات أغسطس
15
- مراد السباعي، 87، أديب وكاتب سوري

25
- آليا، 22، مغنية أمريكية.

27
- أبو علي مصطفى، أمين عام للجبهة الشعبية لتحرير فلسطين.

29
- مخلص البحيري، 57، ممثل مصري.

## وفيات سبتمبر
9
- أحمد شاه مسعود، 48، قائد أفغاني.

11
- خاطفو الطائرات في 11 سبتمبر

29
- يوسف بلخوجة، 26، لاعب كرة قدم مغربي.

## وفيات أكتوبر
12
- خالد سعود الزيد، 64، شاعر، وأديب، ومؤرخ كويتي.

17
- رحبعام زئيفي، 75، سياسي إسرائيلي.

22
- أيمن حلاوة، 26، قيادي في حركة حماس الفلسطينية.

26
- الجلولي فارس، 82، سياسي تونسي.

## وفيات نوفمبر
9
- جيوفاني ليوني، 93، رئيس إيطاليا الأسبق.

29
- جورج هاريسون، 58، مغني بريطاني من فرقة البيتلز.

## وفيات ديسمبر
1
- محمد العقاد، 69، ممثل ومخرج سوري

9
- محمد عبد العاطي، 51، صائد دبابات في حرب 6 أكتوبر.

10
- اشوك كومار، 90، ممثل هندي.

17
- محمد الحسيني الشيرازي، 73، مرجع دين شيعي.

20
- ليوبولد سنغور، 95، أول رئيس السنغال.

22
- جاذبية صدقي، 81، كاتبة مصرية.